# Рибчев Лаз
Рибчев Лаз (словен. Ribčev Laz) је насељено место у општини Бохињ, Горењска регија, Словенија.

## Историја
До територијалне реорганизације у Словенији био је у саставу старе општине Радовљица.

## Становништво
У попису становништва из 2011. године, Рибчев Лаз је имао 147 становника.
| Број становника према пописима | Број становника према пописима | Број становника према пописима |
| ------------------------------ | ------------------------------ | ------------------------------ |
| 1991                           | 2002                           | 2011                           |
| 128                            | 155                            | 147                            |

Напомена: Године 1953. повећано за насеље Свети Дух које је укинуто.

## Галерија
- римокатоличка црква "Свети Дух"
- пејзаж
- Бохињско језеро
- мост
- панорама
- шума
- аутобуска станица
- архитектура